# Soirée de combat UFC : Oliveira contre Fiziev
La Soirée de combat UFC : Oliveira contre Fiziev (également connue sous le nom d' UFC Fight Night 261) est un événement d'arts martiaux mixtes produit par l'Ultimate Fighting Championship qui est prévu le 11 octobre 2025 à la Farmasi Arena, à Rio de Janeiro, au Brésil.

## Contexte
Cet événement marquera la 13e visite de la promotion à Rio de Janeiro, sa première depuis l'UFC 301 en mai 2024, et la première Soirée de combat organisée dans la ville depuis la Soirée de combat UFC : Maia contre LaFlare en mai 2015. 
Un combat de poids légers entre l'ancien champion des poids légers de l'UFC Charles Oliveira et Rafael Fiziev est prévu en tête d'affiche de l'événement. 

## Carte de combat
| Carte de combat (ESPN+) | Carte de combat (ESPN+) | Carte de combat (ESPN+) | Carte de combat (ESPN+) | Carte de combat (ESPN+) | Carte de combat (ESPN+) | Carte de combat (ESPN+) | Carte de combat (ESPN+) |
| Catégorie               |                         |                         |                         | Méthode                 | Round                   | Chrono.                 | Notes                   |
| ----------------------- | ----------------------- | ----------------------- | ----------------------- | ----------------------- | ----------------------- | ----------------------- | ----------------------- |
| Poids Légers            | Charles Oliveira        | c.                      | Rafael Fiziev           |                         |                         |                         |                         |
| Poids Welter            | Vicente Luque           | c.                      | Santiago Ponzinibbio    |                         |                         |                         |                         |

## Combats annoncés
- Combat de poids lourd : Jhonata Diniz contre Mário Pinto [4]
- Combat de poids paille féminin : Karolina Kowalkiewicz contre Julia Polastri [5]
- Combat de poids mouche : Stewart Nicoll contre Lucas Rocha [6]
- Combat de poids lourds : Vitor Petrino contre Thomas Petersen [7]
- Combat de poids coq féminin : Beatriz Mesquita contre Irina Alekseeva [8]
- Combat de poids mouche : Jafel Filho contre Clayton Carpenter [9]